# Бюджетна система
Бюдже́тна систе́ма — це сукупність бюджетів держави та її адміністративно-територіальних утворень (державний бюджет та місцеві бюджети відповідно), побудована з урахуванням економічних відносин, державного і адміністративно-територіальних устроїв і врегульована нормами  права.
Структура бюджетної системи визначається ступенем розподілу повноважень з концентрації фінансових ресурсів та їх використання між органами публічної влади різного рівня.
Унітарність України, розмежування прав і повноважень між державою Україна, Автономною Республікою Крим і територіальними громадами, органами державної влади, органами влади Автономної Республіки Крим, органами місцевого самоврядування є основою бюджетної системи України.